# Марков, Владимир Семёнович (священник)
Владимир Семёнович Марков (2 (14) июня 1841 — 29 декабря 1917 (11 января 1918)) — протоиерей, настоятель храма Троицы на Арбате (1870—1900), Успенского собора в Кремле (1900—1911), храма Христа Спасителя (1911—1917).

## Биография
Родился в семье священника села Дарищи Коломенского уезда Московской губернии Семёна Архиповича Маркова (1806—1884) (впоследствии служившем в Христорождественской церкви в погосте Усмерск Бронницкого уезда).
После окончания Московской духовной академии (1868) преподавал сначала в Вифанской, а затем в Московской семинарии, а с 1892 года состоял членом её правления.
«Согласно постановлению Совета Московской Духовной Академии от 14 июня 1871 Св. Синодом удостоен степени магистра богословия». В январе 1871 года был произведён во священника «в штат Троицкой, что на Арбате, церкви», где прослужил почти 30 лет (с 1892 года — в сане протоиерея). С 1889 года он был благочинным Пречистенского сорока. В январе 1900 года назначен протопресвитером (настоятелем) Успенского собора московского кремля; 10 августа 1911 года настоятелем храма Христа Спасителя — кафедральным протоиереем. Здесь он прослужил до самой своей кончины 29 декабря 1917 года.
С 1873 года был также законоучителем 5-й московской женской гимназии, а с 1879 года — в 1-й московской женской гимназии. Кроме того, «бесплатно» преподавал Закон Божий в Мариинско-Ермоловском женском училище в период 1871—1878 годов. С 1874 по 1879 годы В. С. Марков был редактором еженедельного журнала «Миссионер». Цензуровал «Миссионер» А. И. Соколов, другой известный московский священник, старший предшественник Маркова на посту благочинного Пречистенского сорока и настоятеля Храма Христа Спасителя.
Был членом совета Филаретовского епархиального женского училища (с 1889) и членом московского епархиального училищного совета. В. С. Марков принимал участие во многих негосударственных учреждениях просветительской и благотворительской направленности. C 1897 года он входил в Совет Кирилло-Мефодиевского Братства; также был членом Православного Миссионерского Общества (с 1908) и Московского Епархиального Миссионерского Совета (с 1911).
Представляет особый интерес монументальная работа В. С. Маркова «Из московской церковной старины: на память о Московском Большом Успенском соборе» (1902—-1907), в которой автор подробнейшим образом описывает богослужебные обряды Собора, описывает его сокровища: гробницы для хранения святынь и дарохранительницы, а также сообщает сведения о конкретных событиях, в частности, крестных ходах; кроме этого затрагивает такие культурно-исторические темы как: Церковь и государство в древней Руси, возвышение Москвы, значение Успенского собора. Дважды в 1903—1906 годах в приложениях к «Душеполезному Чтению» и 1917—1918 годах в «Богословском вестнике» выходило подготовленное Марковым «Полное собрание резолюций» московского митрополита Филарета.
За заслуги перед Отечеством В. С. Марков был указом Правительствующего Сената № 4847 от 28 ноября 1902 года утверждён в дворянском достоинстве и определением Московского Дворянского депутатского собрания, вместе с женой и детьми, внесён в 3-ю часть родословной книги.
Кроме церковных наград имел немало светских: орден Св. Анны всех степеней, орден Св. Владимира 2-й и 3-й степени, многочисленные медали, а также сербский орден Св. Саввы 2-й степени.
Был женат с 1871 года на Марии Ипполитовне Богословской — дочери протоиерея Ипполита Михайловича Богословского-Платонова, от которого Владимир Семёнович унаследовал Троицкий на Арбате приход. У Марковых были трое сыновей и две дочери. Все сыновья окончили 1-ю Московскую гимназию и Московский университет, затем преподавали; Алексей Марков стал известным этнографом. Обе незамужние дочери (Зина и Нина) также были преподавателями.
Кавалер орденов Св. Владимира 4-й,  3-й и 2-й ст.

## Рекомендуемая литература
- Маркова Н. А. Памяти Владимира Семёновича Маркова, кафедрального протоиерея, настоятеля Храма Христа Спасителя — М.: Компания Спутник+, 2008. — 34 с.
- Маркова Н. А. Протопресвитер Владимир Семёнович Марков. Материалы к биографии // Вестник Православного Свято-Тихоновского гуманитарного университета. Серия 2: История. История Русской Православной Церкви. — 2009. КиберЛенинка: https://cyberleninka.ru/article/n/protopresviter-vladimir-semenovich-markov-materialy-k-biografii